# Cheung Chau
Cheung Chau (engelska: Cheung Chau Island, kinesiska: 長洲) är en ö i Hongkong (Kina). Den ligger i den västra delen av Hongkong. Arean är 2,5 kvadratkilometer.
Terrängen på Cheung Chau är platt. Öns högsta punkt är 87 meter över havet. Den sträcker sig 3,1 kilometer i nord-sydlig riktning, och 2,4 kilometer i öst-västlig riktning.